# Lonely (Akon)
Lonely è un brano musicale del cantante statunitense Akon, pubblicato come terzo singolo estratto dall'album Trouble e pubblicato il 21 febbraio 2005. Il singolo ha raggiunto la prima posizione in diverse nazioni fra Europa e Stati Uniti.
La canzone usa un campionamento del brano del 1964 Mr. Lonely di Bobby Vinton.

## Tracce
UK CD1
1. Lonely (Clean Version)
2. Trouble Nobody (Explicit)

UK CD2
1. Lonely (UK Radio Edit)
2. Trouble Nobody
3. Kill The Dance (Got Something For Ya) (Feat. Kardinal Offshall)
4. Lonely (Video)

## Classifiche
| Classifica (2005) | Posizione massima |
| ----------------- | ----------------- |
| Australia         | 1                 |
| Austria           | 1                 |
| Belgio (Fiandre)  | 2                 |
| Belgio (Vallonia) | 2                 |
| Danimarca         | 1                 |
| Europa            | 1                 |
| Finlandia         | 19                |
| Francia           | 1                 |
| Germania          | 1                 |
| Irlanda           | 1                 |
| Nuova Zelanda     | 1                 |
| Norvegia          | 2                 |
| Paesi Bassi       | 1                 |
| Regno Unito       | 1                 |
| Repubblica Ceca   | 57                |
| Svezia            | 2                 |
| Svizzera          | 1                 |
| Stati Uniti       | 4                 |